# Cámara de refugio
Una cámara de refugio de minas es un refugio de emergencia instalado en entornos peligrosos, generalmente subterránea. También conocida como refugio seguro, o alternativa de refugio. Las cámaras de refugio se diseñan en todos los tipos y modelos, adecuados para una variedad de industrias diferentes, incluidas la minería de metales, el carbón, la construcción de túneles y las instalaciones petroquímicas.
En emergencias, cuando la evacuación ya no es segura o práctica, la cámara de refugio está diseñada para proporcionar un área de acceso segura para que el personal se reúna y espere la extracción.

## Descripción
Esencialmente, las cámaras de refugio son entornos sellados construidos para mantener la vida en una emergencia o en un evento peligroso, como el incendio de un camión o la liberación de gases tóxicos. Brindan un área segura con refugio, agua y aire respirable, para que las personas permanezcan hasta que sean rescatadas o el peligro disminuya.
Las cámaras de refugio deben sellarse para evitar la entrada de toxinas como el humo que contamina el aire respirable dentro de la cámara. El área sellada tiene un aparato de respiración de circuito cerrado; donde se eliminan el dióxido de carbono y otras toxinas, se agrega oxígeno y se mantienen la temperatura y la humedad, todo mientras se protege a los ocupantes de la amenaza externa.
La capacidad y la duración pueden variar según la construcción de la cámara. El equipo de comunicación también está disponible. Las cámaras deben estar ubicadas muy cerca de las áreas de los trabajadores.

## Tipos de cámaras de refugio

### Cámaras de refugio permanente
Las cámaras de refugio permanentes se crean sellando una habitación de hormigón que se forma en la mina. Este sistema se destaca como la solución más económica para una gran cantidad de personal bajo tierra en cualquier momento. Las cámaras de refugio permanente se pueden utilizar para fines secundarios, como refectorio, sala de primeros auxilios y punto de encuentro para el personal.

### Cámaras de refugio en minas de roca dura
La minería de roca dura consiste en descubrir y extraer depósitos de minerales y metales no combustibles de menas sólidas o depósitos erosionados en los lechos de los ríos. Once minerales comunes extraídos son cobre, oro, mineral de hierro, plomo, molibdeno, roca fosfórica, platino, potasa, plata, uranio y zinc. En este método de minería, las cámaras de refugio se pueden mover al área requerida de la mina. 
Algunos ejemplos de legislación de cámaras de refugio incluyen:
- Australia: Cámaras de refugio en minas subterráneas.[5]
- Chile: Reglamento de seguridad minera.[6]
- Turquía: Asilo a establecer en los lugares de trabajo de la minería subterránea.[7]

### Cámaras de refugio en minas de carbón
Las cámaras de rescate en una mina de carbón típica proporcionan 96 horas de aire, comida y agua.
Algunos ejemplos de directrices legislación de cámaras de refugio incluyen:
- México: Norma Oficial Mexicana NOM-023-STPS-2012.[8]
- Perú: Decreto Supremo N.º 024-2016-EM.[9]
- Estados Unidos: Alternativas de refugio para subterráneos las minas de carbón.[10]